# 물건중학교
물건중학교(勿巾中學校)는 경상남도 남해군 삼동면 물건리에 있었던 공립 중학교이다.

## 학교 연혁
- 1970년 3월 7일: 남수중학교 물건분교 개교
- 1970년 12월 30일: 물건중학교 설립인가(6학급)
- 1971년 3월 7일: 물건중학교 개교
- 2014년 3월 1일: 제25대 이병우 교장 취임
- 2017년 2월 10일: 제44회 졸업식(5명) 총 졸업생 수 3,290명
- 2017년 3월 2일: 신입생 입학식(남 5명, 여 3명 총 8명)
- 2019년 3월 1일 : 고현중학교, 남수중학교와 함께 기숙형 거점 꽃내중학교 개교로 인한 49년만에 폐교

## 참고 자료
- 물건중학교 - 한국교육학술정보원 학교알리미